# جولييان بينيتيز
جولييان بينيتيز (بالإسبانية: Julián Benítez)‏ هو لاعب كرة قدم ومدرب كرة قدم باراغواياني في مركز الهجوم، ولد في 6 يونيو 1987 في بيلار في باراغواي. شارك مع منتخب باراغواي لكرة القدم. أما مع النوادي، فقد لعب مع أوليمبيا أسونسيون وإل. دي. يو. كيتو وطوروس نيزا وكلوب ليون ونادي غواراني وناسيونال أسونسيون.

## وصلات خارجية
- جولييان بينيتيز على موقع قاعدة بيانات كرة القدم.إي يو (الإنجليزية)
- جولييان بينيتيز على موقع ناشيونال فوتبول تيمز (الإنجليزية)
- جولييان بينيتيز على موقع Soccerway.com (الإنجليزية)
- جولييان بينيتيز على موقع AS.com (الإسبانية)